# MOPP
MOPP is een combinatiechemotherapie die werd gebruikt als eerstelijnsbehandeling van de ziekte van Hodgkin. Het is een afkorting van de geneesmiddelen (cytostatica) die onderdeel zijn van het therapieschema:
- Mustine (stikstofmosterd)
- Oncovin (Vincristine)
- Procarbazine
- Prednison of Prednisolon

## Geschiedenis
Dit combinatieschema is in de jaren 1960 ontwikkeld door een team onder leiding van Vincent DeVita, Jr., in het Amerikaanse National Cancer Institute. MOPP was de allereerste combinatie-chemotherapie die zeer succesvol bleek, en maakte de weg vrij voor vele andere combinatietherapieën tegen vele andere kankersoorten.
Vanwege de bijwerkingen werd het combinatieschema later aangepast en vervangen door C-MOPP (met Cyclofosfamide), later door COPP en vervolgens door ABVD. De oorspronkelijke MOPP-combinatie wordt tegenwoordig nog slechts in uitzonderlijke gevallen toegepast, bijvoorbeeld bij patiënten met overgevoeligheden of op hoge leeftijd die andere schema's niet kunnen verdragen.

## Bijwerkingen
Tijdens de kuur zelf zijn de belangrijkste bijwerkingen: haaruitval, overgevoeligheid van de huid voor zonlicht (fototoxiciteit), misselijkheid/braken, maagpijn, koude rillingen, obstipatie en pollakisurie.
Op de langere termijn zijn de bijwerkingen als volgt:
- Onvruchtbaarheid komt vaak voor.
- De kans op het ontwikkelen van een nieuwe ('secundaire') tumor binnen 20 jaar na een MOPP-kuur is 20%.